# Visco-art
Visco-art is een schildertechniek met acrylverf die gebruikmaakt van verschillen in viscositeit. 
Eind 20e eeuw werd deze techniek ontwikkeld valt daarmee onder de hedendaagse kunst. 

## Kenmerken en werkwijze
De verf wordt in verschillende verhoudingen vermengd met water of een acrylmedium om deze dunner dan wel dikker te maken. De verf wordt vervolgens gegoten op doek of in het geval van de verdikte verf zal deze met behulp van onder andere spatels aangebracht worden. 
Door de verschillen in viscositeit ontstaan bijzondere vermengingen en vloeiingen van de kleuren. Door de wijze van aanbrengen is deze techniek een combinatie van controle van de verf en het verlies van controle waardoor de natuurwetten hun gang gaan. Doordat de acrylverf ruim wordt aangebracht blijft de intensiteit van de kleuren bestaan. Ook kan er alkydverf of verf op oliebasis aangebracht worden over de natte acrylverflaag waardoor een afstoting en daardoor breking van verf ontstaat.